# Franciscus Accursius
Franciscus Accursius (en italià: Francesco d'Accorso; 1225 – 1293) va ser un jurista italià, fill del cèlebre jurista i glosador Accursius (amb el qui és confós sovint).
Nascut a Bolonya, va ser professor de dret civil de la universitat de la ciutat fins que el rei Eduard I d'Anglaterra, tornant de Palestina, se'l va endur amb ell a Anglaterra el 1273. Va ser lector a la Universitat d'Oxford, fins que el 1282 va tornar a Bolonya on practicar dret fins a la mort.
Dante Alighieri el fa aparèixer a l'Infern de la Divina Comèdia, amb els sodomites.